# 十五の森
座標: 北緯35度13分13.1秒 東経136度57分22.5秒 / 北緯35.220306度 東経136.956250度
十五の森（じゅうごのもり）は、洪水を鎮めるために少女を人柱にした、愛知県春日井市に伝わる民話。

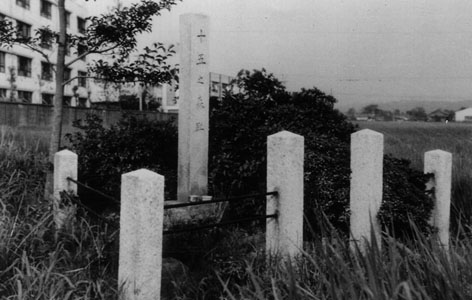
十五之森趾 昭和44年当時

## 内容
昔、現在の愛知県春日井市松河戸町にあたる地域では、毎年のように庄内川が氾濫していた。明応3年（1494年）、村人がそのことで氏神の境内で話していると、陰陽師が通りかかったので相談した。陰陽師は「水神様に15歳の娘を捧げれば、水神様の怒りはおさまる」と告げ、15歳の娘をもつ親たちがくじ引きを行った。その結果、庄屋矢野家の娘が人柱に決定し、親子は泣く泣く受け入れる。6月29日、悲嘆のうちに白木の箱に入れられた娘は、頻繁に堤防が決壊する場所に埋められた。娘はそれから1週間棺の中で生き、一緒に入れた鐘を叩く音が地中から聞こえたという。それから水害がなくなり、村は平和となった。当時、埋められた場所に雑木林があったため、そこが「十五の森」と呼ばれるようになった。

## 備考
- 村人は娘を弔うため、小祠を建て、薬師如来を安置した。薬師如来は江戸時代の中頃に観音寺 (春日井市松河戸町)に移され、毎年命日の6月29日には供養が行われていたが、現在は、11月8日に供養が行われている。
- 親子地蔵が1969年（昭和44年）5月に建立され、そのかたわらには「十五の森の由来記」が石に刻まれている。
- 親子地蔵建立時1969年（昭和44年）5月5日、観音寺に於いて琵琶歌奉納がなされた。
- 当時の十五の森は、現在、松河戸町にある愛知電機の駐車場にあたる。駐車場脇には「十五之森趾」と書かれた標柱が立っている。

## 脚注

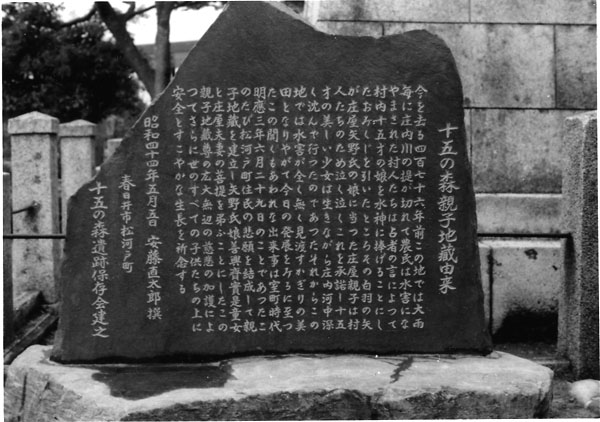
十五の森親子地蔵由来